# Abegesta concha
Abegesta concha là một loài bướm đêm thuộc họ Crambidae. Loài này được Eugene G. Munroe mô tả năm 1964. Loài này được tìm thấy ở Bắc Mỹ, được ghi nhận tại Arizona, California và New Mexico.